# Natalia Rodríguez

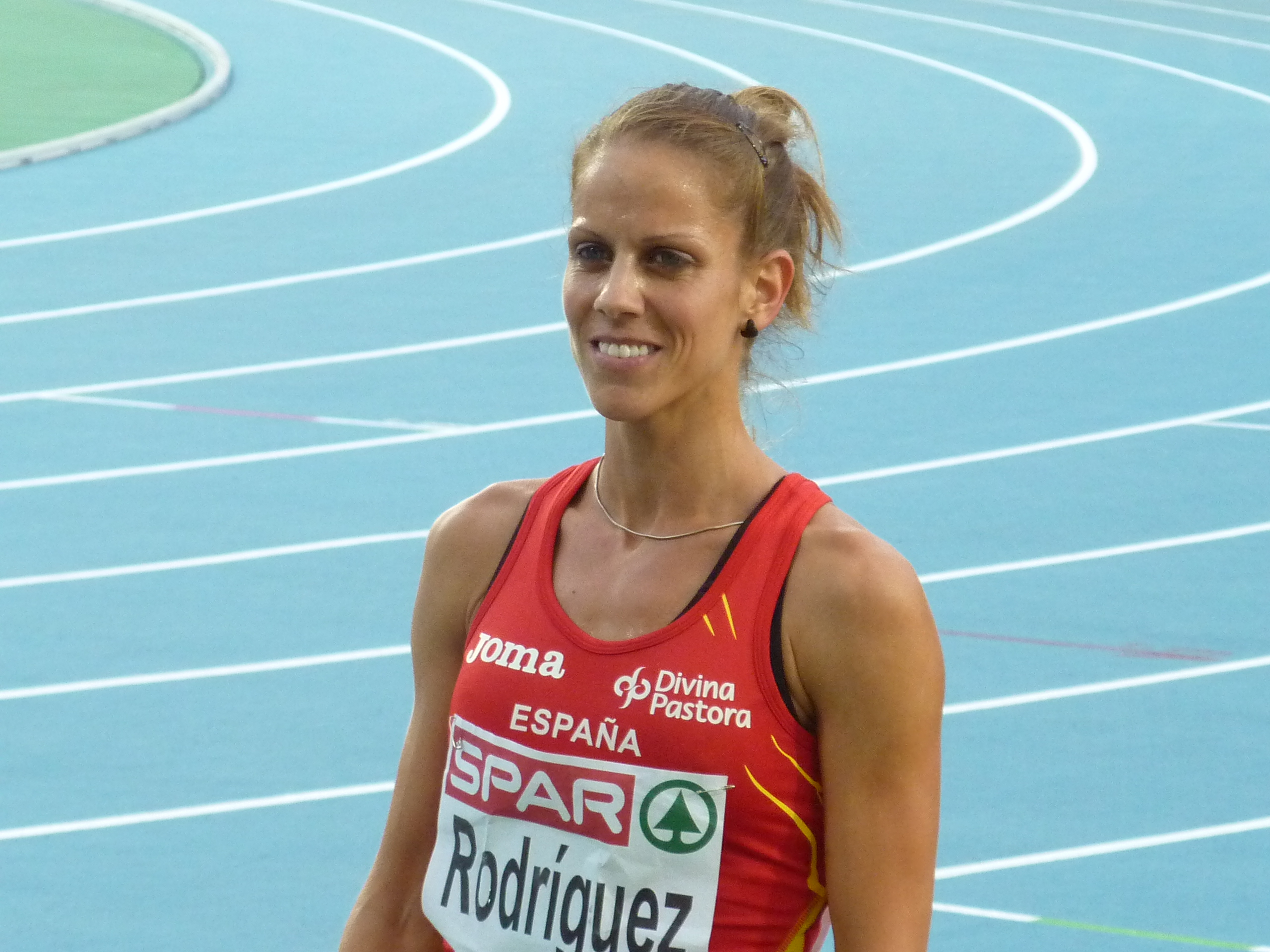
Natalia Rodríguez

Natalia Rodríguez, född den 2 juni 1979 i Tarragona, är en spansk friidrottare som tävlar i medeldistanslöpning.
Rodríguez deltog vid Olympiska sommarspelen 2000 men blev utslagen redan i kvalet. Hon var i final vid VM 2001 och men slutade på en sjätte plats på 1 500 meter. Samma placering blev det vid EM 2002 då hon sprang på tiden 4.06,15.
Vid Olympiska sommarspelen 2004 var hon åter i final på 1 500 meter och slutade på en tionde plats med tiden 4.03,01. En finalplats blev det även vid VM 2005 då hon blev sexa.
Hennes tredje OS var Olympiska sommarspelen 2008 där hon slutade sexa på tiden 4.03,19. Vid EM-inomhus 2009 blev hon silvermedaljör på tiden 4.08,72.
Hon sprang in på första plats i 1500-metersfinalen vid VM i Berlin 2009 men diskvalificerades kort därefter på grund av att hon under sista varvet hade knuffat omkull ledaren Gelete Burka.
Under 2010 blev hon först silvermedaljör vid inomhus-VM och därefter bronsmedaljör vid EM i Barcelona.